# 舞踏

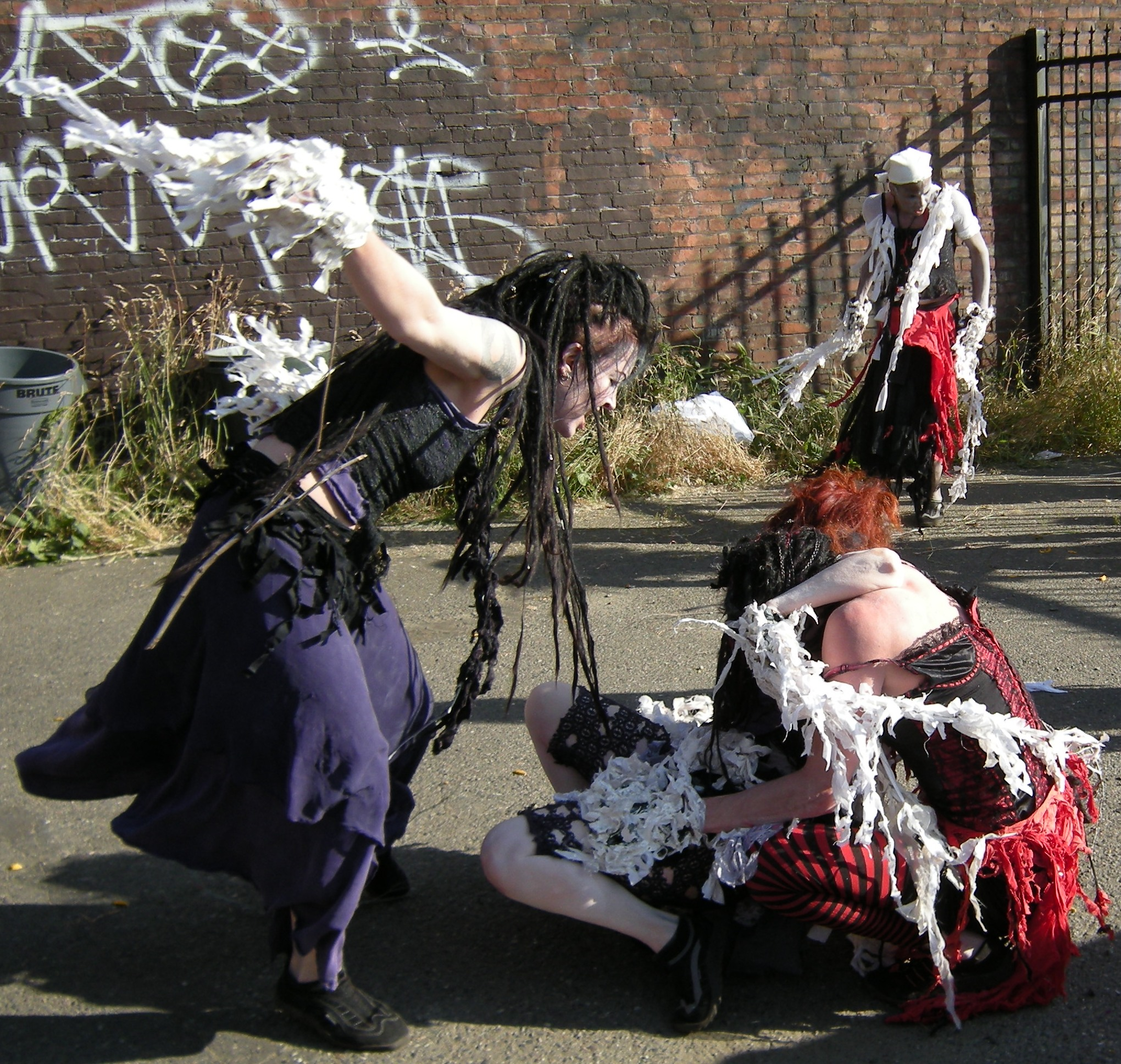
Street butoh performance in Seattle, Washington, USA

舞踏或暗黑舞踏（暗黒舞踏 あんこくぶとう, ankoku butō, Butoh），是現代舞的一種形式，由日本舞蹈家土方巽和大野一雄於二次大戰後所創，企圖破壞西方對於表演、動作、和肢體的傳統美學觀點，追求肉體之上的心靈解放和自由。舞踏的舞者通常全身赤裸並塗滿白粉，表演中常包含吶喊、扭曲、匍匐、蟹足等元素。八〇年代以後，日本舞踏逐漸受到歐美舞蹈界的歡迎和重視，國際上各個藝術節、舞蹈節中也更常看見舞踏的表演。如今，日本舞踏已和碧娜·鮑許的舞蹈劇場及美國後現代舞蹈（Postmodern dance）並列為當代三大新舞蹈流派。

## 歷史
二次大戰結束後，日本政府和社會主動或被動地接受了大量的西方價值觀。社會經濟方面，在資本主義與市場經濟的支配下，一切以生產為中心的管理制度應運而生。國家透過家庭、學校、工廠、軍隊逐漸形成單一化的身體語言，不管是戰前的軍閥主義或戰後的株式會社文化，在在具體呈現市民社會理性、高效率、同一化的價值取向，而在這些價值觀的主導下，日本人的身體語言日趨同一化。另一方面，日本政府對戰敗所採取的低姿態，以及後續簽訂美日安保條約之允許美軍進入日本等喪權之行為，造成日本國內知識分子群起抗議，學生運動也因此高漲。在此背景之下，意在挑戰權威、顛覆制式、摒棄西方價值導向、探索日本傳統舞踊、並訴諸日本人身體美學的舞踏，於焉而生。
第一支舞踏作品是1959年土方巽所演出的《禁色》，改編自三島由紀夫的同名小說，由於演出形式對當時的舞蹈節觀眾而言過於聳動，當局一度禁止土方的演出。在這次演出當中，土方將他自己的表演形式稱為“Dance Experience”，直到1960年代初期才開始使用暗黑舞踊一詞。而後，又因為“舞踊”一詞為已存在的日本傳統藝能的一種，故改用“舞踏”。

## 著名舞踏艺术家
| - 麿赤兒 - Eseohe Arhebamen - 大野一雄 - 希茉娜 (Simona Orinska) - 遠藤公義 - 和栗由紀夫 |